# الإمام الحسن (مسلسل)
مسلسل الإمام الحسن أو الزعيم الوحيد (الفارسية: تنهاترین سردار) هو مسلسل من إخراج مهدي فخيم زاده في التسعينات. تروي هذه السلسلة جزءًا قصيرًا من حياة الحسن بن علي، ومعاهدة الحسن معاوية، وأحوال الأمة الإسلامية والشيعة، والأحداث التي تلت مقتله. وقد أُنتج المسلسل أيضًا في شكل فلم.

## الحبكة
تتناول رواية الزعيم الأكثر وحدة الأشهر الستة الأخيرة من حياة الحسن، والتي تنتهي باستشهاده. يبدأ فخيم زاده قصته من المكان الذي ينوي فيه أحد الخوارج قتل معاوية، لكنه يفشل في ذلك بينما نجحَت محاولة الخوارج في نفس الوقت بضرب علي بن أبي طالب أثناء صلاته. ومن بين القضايا التي أُثيرت في هذه السلسلة الأحداث التي أعقبت اغتيال علي، وقصة صلح الحسن معاوية، وكذلك أحوال المجتمع الإسلامي والشيعة بعد اغتياله.

## الطاقم
- أكبر زنجانبور في دور معاوية (وهو الذي لعب دوره أيضًا في مسلسل الإمام علي)[5]
- داود الرشيدي في دور عمرو بن العاص
- حسين جيل في دور ابن عباس
- مهدي فخيم زاده في دور شمر
- أفسانه بايكان في دور جعدة بنت الأشعث
- كاظم هاجر آزاد
- فتح علي أويسي [6]

## الموسيقى
ماجد انتظامي هو مؤلف الموسيقى لهذه السلسلة.

## طالع أيضًا
- مسلسل الإمام علي
- مسلسل المختار الثقفي
- قائمة الأفلام الإسلامية

## روابط خارجية
- الإمام الحسن  في قاعدة بيانات الأفلام على الإنترنت (بالإنجليزية)